# EBSCO Information Services

EBSCO Information Services logga.

EBSCO Information Services är ett företag bildat 1944, med huvudkontor i Ipswich, Massachusetts i USA. Det tillhandahåller resurser till kunder inom universitet, bibliotek, medicin mm. Det tillhandahåller ett tjugotal biblioteksdatabaser, bland annat Business Source Premier, som har index och fulltext i ämnen såsom ekonomi, management, finans, redovisning.
EBSCO Information Services är en underdivision till EBSCO Industries, Inc. som är ett av USA:s största privat och familjeägda företag.